# AMX-PRA
De AMX-PRA was een Frans pantserrupsartillerievoertuig uitgerust met een 105 mm-houwitser. De productie begon in 1958 en de laatste exemplaren verdwenen uit Nederlandse dienst in 1984.

## Historie
Vanaf 1946 ontwikkelde het Franse bedrijf AMX (Atelier de Construction d'Issy-les-Moulineaux) een serie licht gepantserde rupsvoertuigen. Voor het troepenvervoer werd de AMX-PRI ontwikkeld, maar ook de AMX 13 tank en de AMX-PRA met een 105 mm-houwitser. De toevoeging PRA is een typisch Nederlandse aanduiding en staat voor PantserRups Artillerie.
Van de producent kreeg het de Franse naam mee Obusier de 105 Model 50 Sur Affût Automoteur, maar staat ook bekend als de AMX Mk 61. De houwitser was opgenomen in een licht gepantserde vaste opbouw die op het achterste deel van de romp was geplaatst. Het onderstel van de AMX-PRA wijkt marginaal af van dat van de tank. De PRA heeft drie in plaats van vier toprollers. De motor zat aan de voorkant rechts van de bestuurder. De ontwikkeling startte in 1952 in Frankrijk en in 1958 begon de productie.

## AMX-PRA in Nederlandse dienst
De veldartillerie van de Koninklijke Landmacht werd eind jaren vijftig begin jaren zestig geconfronteerd met grote veranderingen. De overgang van getrokken, zoals de veelgebruikte 25-ponder van Britse makelij, naar gemechaniseerde veldartillerie was noodzakelijk om de gewenste beweeglijkheid, spreiding en bescherming van de militairen te kunnen bewerkstelligen. De mechanisatie van de lichte veldartillerie kreeg in Nederland vorm met de invoering van de AMX-PRA vanaf 1963.

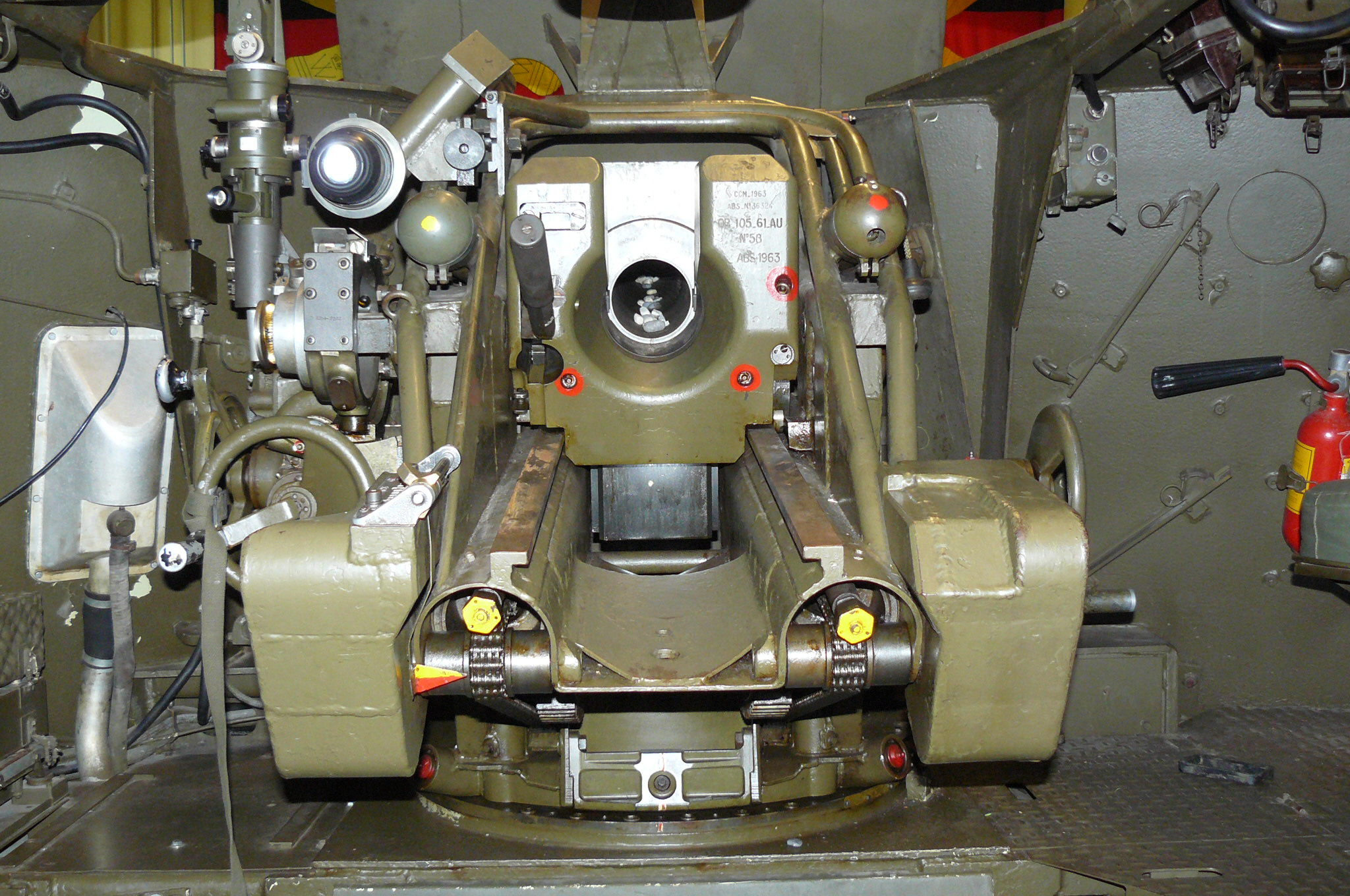
Interieur van de AMX-PRA

De gemechaniseerde houwitser kreeg de Nederlandse aanduiding 105 mm, Houwitser, AMX-PRA L30. Op het achterste deel van de romp was de gevechtsruimte geplaatst, bestemd voor de commandant, schutter en laders. Twee deuren aan de achterzijde van het voertuig gaven de bemanning toegang tot de toren. De aanduiding L30 staat voor de lengte van de loop; 30 kalibers x 105 mm = 3,15 meter. Het stuk had een elevatie van -4° tot +70° en een traverse van 18° naar beide zijden. Later heeft AMX ook een versie gemaakt met een beweegbare toren, de Mk 62, maar deze zijn niet in Nederland gebruikt. Het nadeel van deze 'casemate fixe' was een smalle vuursector. Voor een sector van 10 kilometer breed moest een afdeling PRA met 18 stukken worden ingezet. Het wapen had een dracht van 15 kilometer en een vuursnelheid van 10 schoten per minuut gedurende de eerste drie minuten, gevolgd door drie schoten per minuut. De munitievoorraad bedroeg 56 schoten, waarvan 50 brisant- en zes antitankgranaten. Er konden ook rook-, licht- en gasgranaten worden verschoten. De brisantgranaten hadden een massat van circa 16 kilogram en de antitankgranaat kon, op korte afstand, pantser doorboren van 105 mm in een hoek van 65°.
Vanaf 1965 tot 1984 zijn in totaal 82 AMX-PRA's ingedeeld geweest bij de Veldartillerie en de Rijdende Artillerie. Vanaf 1963 stroomden de eerste vuurmonden in bij de 12e, 41e en 43e Afdeling Veldartillerie. Sommige afdelingen kregen pas de beschikking over de AMX-PRA toen andere al op de modernere M109-houwitser overgingen. De 11e Afdeling Rijdende Artillerie nam in 1969 de 18 vuurmonden, ofwel drie batterijen, over van 41e Afdeling Veldartillerie. Een parate batterij gemechaniseerde veldartillerie AMX bestond in 1967 uit: een commando-, een verzorgings-, een terreinmeet-, een verbindings-, een waarnemings-, de vuurmond- en ten slotte een munitiegroep. In totaal telde de batterij 91 man. De vuurmondgroep had zes stukken AMX-PRA en twee DAF YA-126 commandowagens. Van alle AMX voertuigen is de AMX-PRA het langst in de bewapening geweest. Naarmate de tijd verstreek, liep de inzetbaarheid van de vuurmonden wel belangrijk terug. In januari 1979 telde 11e Afdeling Rijdende Artillerie achttien AMX vuurmonden waarvan maar één exemplaar inzetbaar was.
De AMX-PRA werd vanaf 1969 vervangen door de M109-houwitser.
Na revisie door RDM en Wilton-Fijenoord is medio jaren tachtig een groot aantal AMX-PRA verkocht aan Indonesië.

## Mark 62 versie

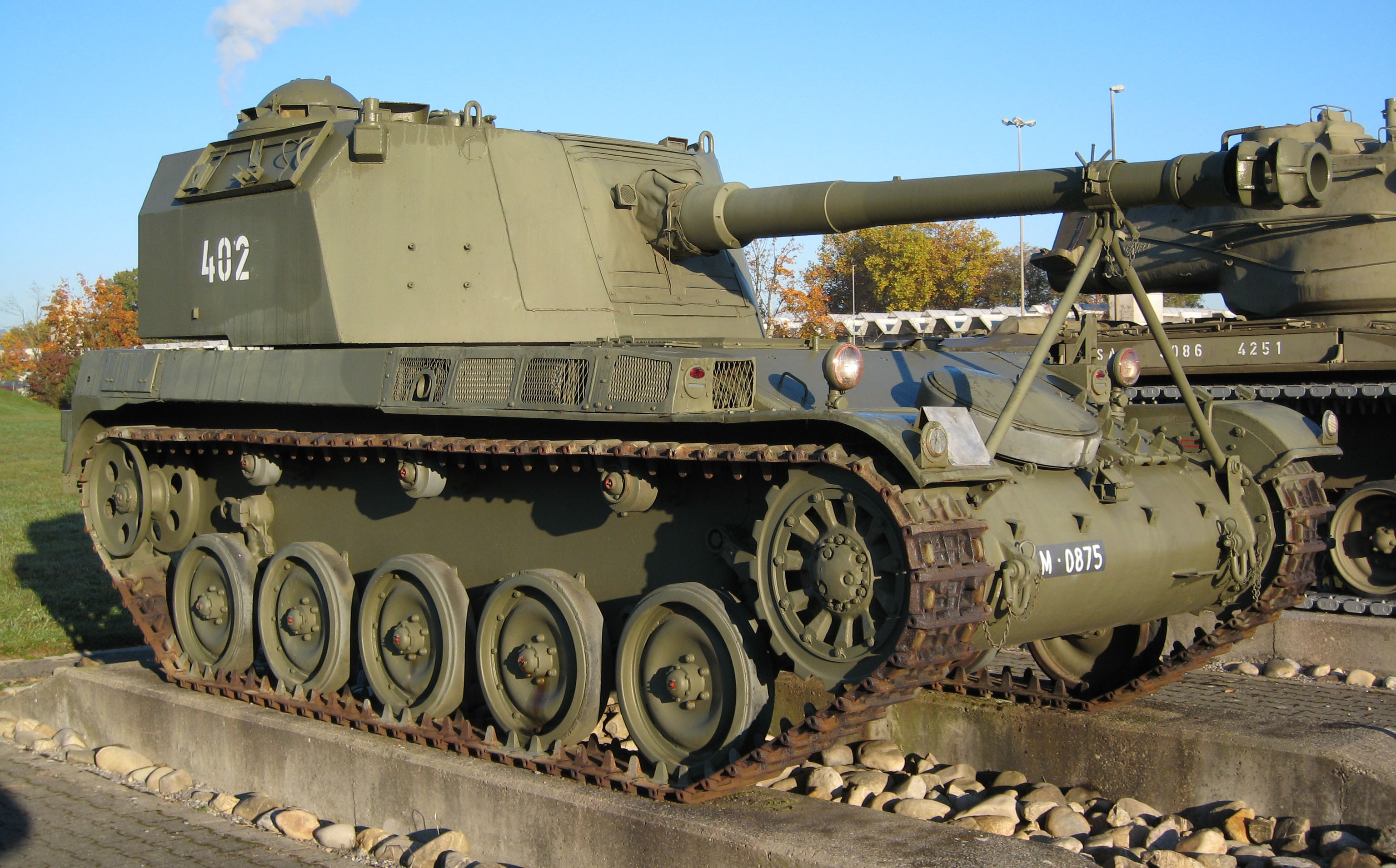
AMX met draaibare toren in Pantsermuseum Thun

AMX heeft later nog een versie gebouwd met een draaibare geschuttoren. Het wapen en het onderstel waren onveranderd, maar de toren kon een volledige cirkel maken. Het stuk had een ongewijzigde elevatie van -4° tot +70°. In de geschuttoren konden 80 105 mm-granaten worden meegenomen. Het Franse leger heeft het wapen niet besteld, maar aan Zwitserland werden vier exemplaren geleverd.
In 1960 kwamen de voertuigen in Zwitserland aan. Na een uitgebreide test werd in 1964 besloten de pantserhouwitser niet aan te schaffen. Een exemplaar staat opgesteld in het Pantsermuseum Thun. De bemanning bestond uit vijf personen, een commandant, chauffeur, lader, richter en een bediener van het 7,5 mm-machinegeweer. Het had 16,5 ton massa en de maximale snelheid op de weg was 60 km/h en zo’n 25 km/h in het terrein. De brandstoftanks hadden een capaciteit van 435 liter. Het pantser had een maximale dikte van 50 mm.